# 仁木義高
仁木 義高（にき よしたか、生年不詳 - 建武3年9月13日（1336年10月18日））は、南北朝時代の武将。通称は孫太郎入道。子は仁木義長（通称弥二郎、仁木氏嫡流となった仁木義長とは別人、本文中では「弥二郎義長」とする）。

## 生涯
仁木氏庶流の一族であるが、系譜上の位置付けは不明である。足利尊氏が建武政権から離反した後、仁木頼章・義長兄弟は丹波国や九州など西国で軍事活動を展開したが、義高・弥二郎義長父子は細川頼種らと本貫地三河の守備部隊に属した。
建武3年（1336年）4月8日に新田左馬助率いる遠江の南朝軍が三河に侵攻すると、義高・弥二郎義長・頼種らは「宮内少輔四郎」の指揮の下、新田軍と戦う。戦いは足利方有利に進み、4月20日に吉良荘（愛知県西尾市）、6月8-9日に宝飯郡八幡、6月28日に宝飯郡本野原（いずれも愛知県豊川市）というように西三河から東三河へと合戦の場が移り、新田勢は三河から退却した。半年後の9月に入ると、逆に足利勢が遠江に侵攻、13日に浜名湖東の篠原で合戦が行われ、敗走する新田勢を追撃中に天竜川畔で義高は討死した。息子の弥二郎義長は恩賞申請のために軍忠状を提出し、同文書写しが残ったため、合戦の経過が後世に伝わることとなった。弥二郎義長のその後の動向は不明である。